# Koláček štěstí
Koláček štěstí, také sušenka štěstí (anglicky fortune cookie) je křupavá a sladká sušenka, která se obvykle vyrábí z mouky, cukru, vanilky a sezamového oleje s papírkem uvnitř, na němž je "štěstí" (aforismus nebo proroctví). Zpráva na papírku uvnitř koláčku obsahuje čínskou frázi s překladem a/nebo seznam šťastných čísel. Koláčky štěstí jsou často podávány jako dezert v čínských restauracích ve Spojených státech. Koláčky štěstí nejsou původně z Číny. Koláčky štěstí pravděpodobně pochází z Kalifornie, kde byly popularizovány na počátku 20. století.